# Jan Nepomuk Langhans
Jan Nepomuk Langhans (né le 9 juillet 1851 à Klášter (Vilémov) (cs), Vilémov, Empire d'Autriche et mort le 22 mars 1928 à Černošice est un photographe portraitiste.

## Biographie
Jan Nepomuk Langhans a ses propres studios à Prague, Jindřichův Hradec, Pilsen, České Budějovice, Hradec Králové, Náchod et Mariánské Lázně.
Il est l'un des pionniers de la photographie de portrait de son temps au même titre que Jozef Božetech Klemens (en), Bedřich Anděl (cs), Jindřich Eckert, František Fridrich (fotograf) (cs), Wilhelm Horn (cs), Eduard Nepomuk Kozič (en), Károly Divald, Alfons Mucha, Vladimír Jindřich Bufka (en), Anton Trák ou Karel Novák (fotograf) (cs).
Il est très innovant dans son travail, mais aussi dans le concept de publicité : il a une voiture de société distincte, qui est également un panneau publicitaire mobile. Il propose des produits dérivés et des cartes postales, et il ne résiste pas aux nouvelles techniques : il a par exemple été l'un des premiers à utiliser l'éclairage électrique.

## Galerie

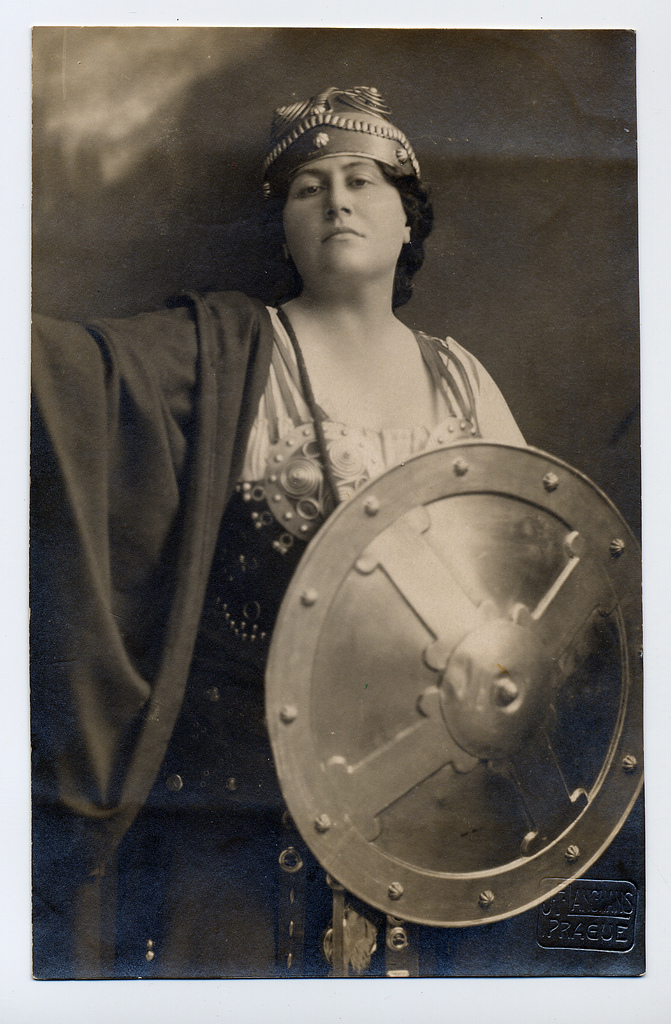
Emmy Destinn
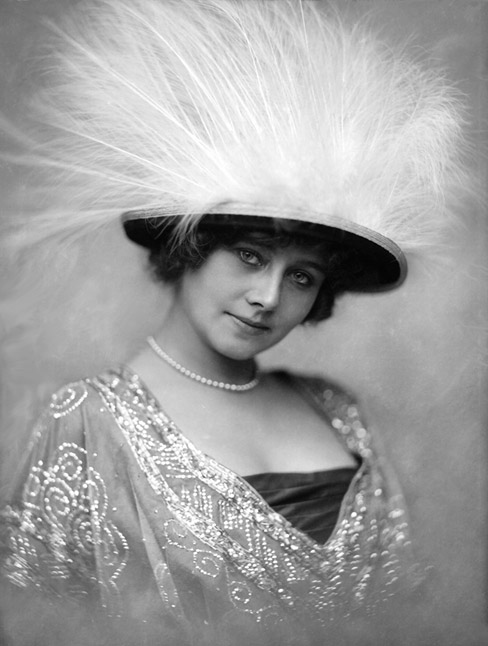
Andula Sedláčková
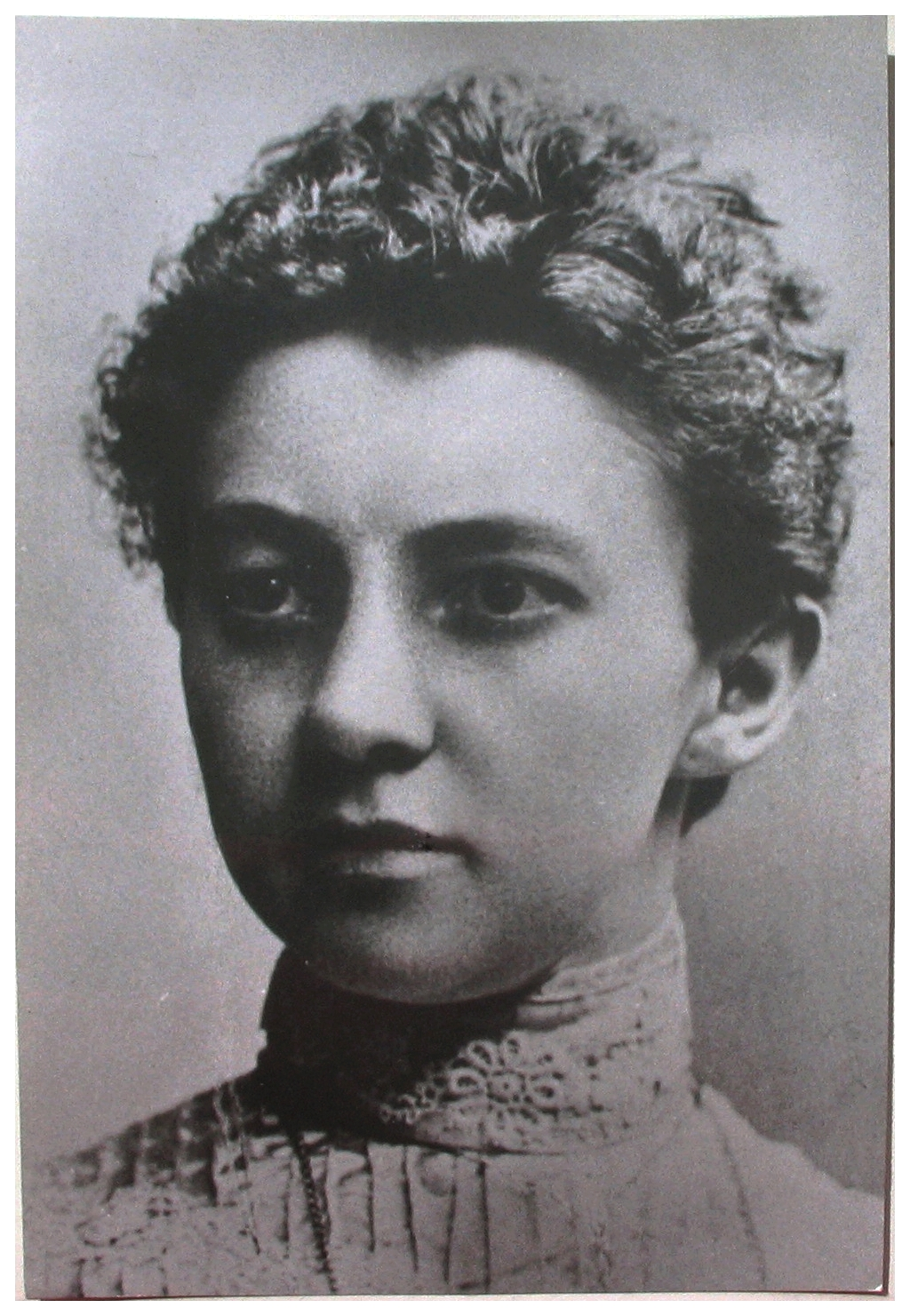
Anna Honzáková
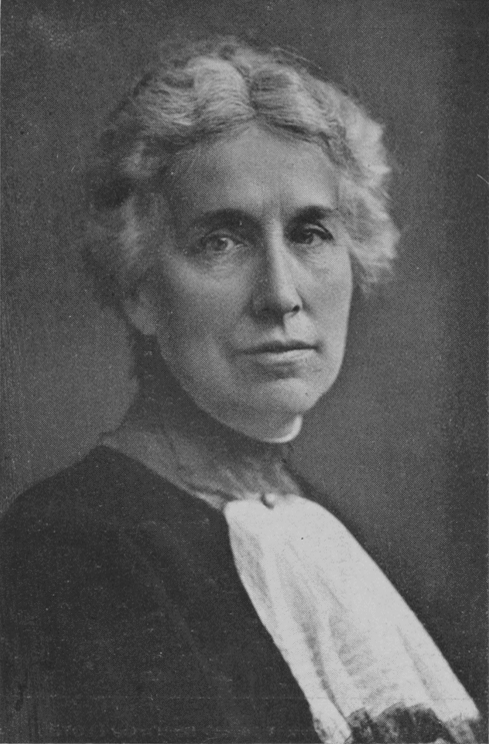
Renáta Tyršová (cs)
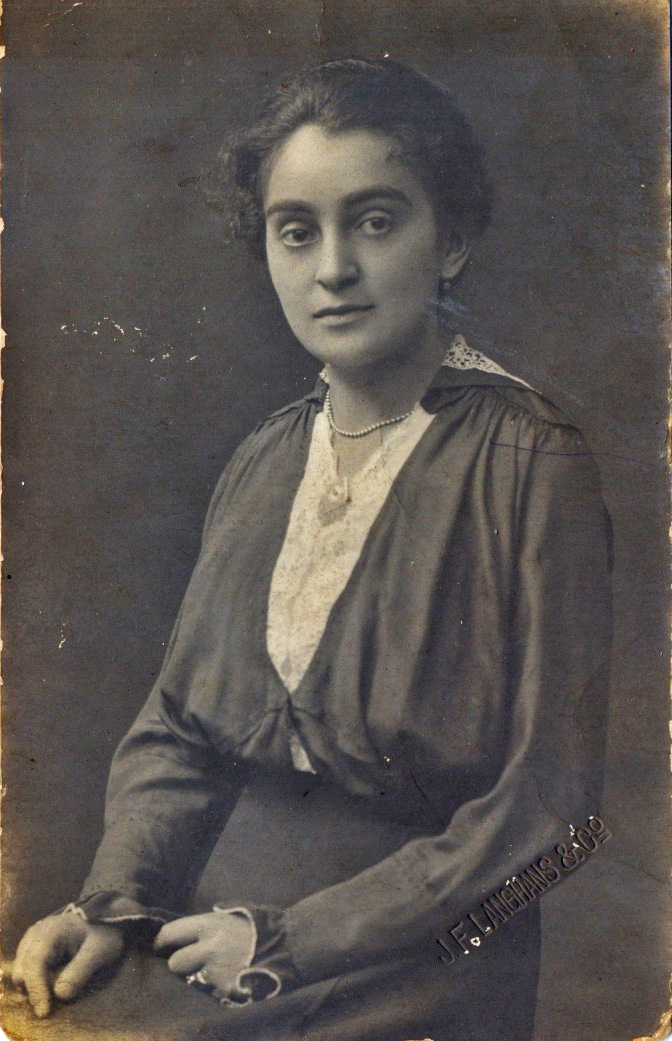
Melanie Kohnová, mère de Věra Kohnová

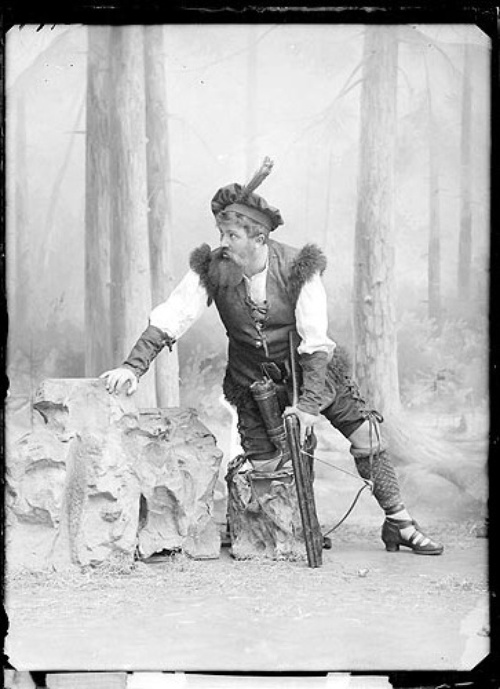
Bohumil Benoni (cs)
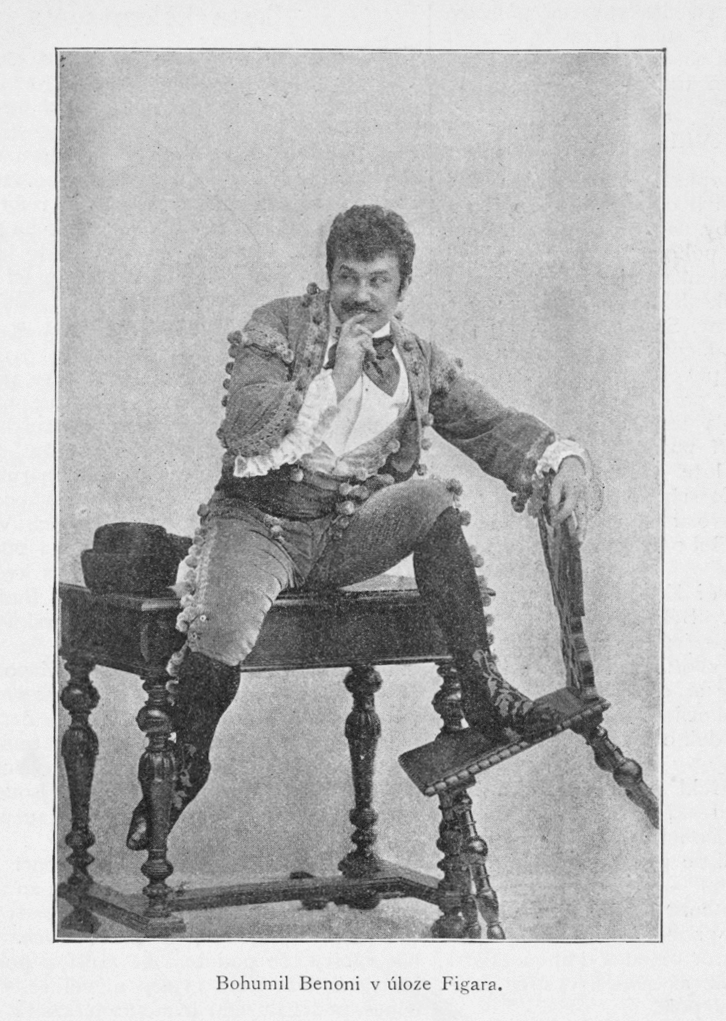
Bohumil Benoni (cs)
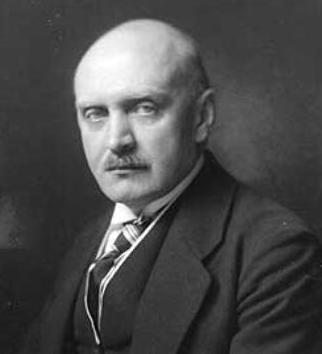
Jiří Haussmann (ministr) (cs)
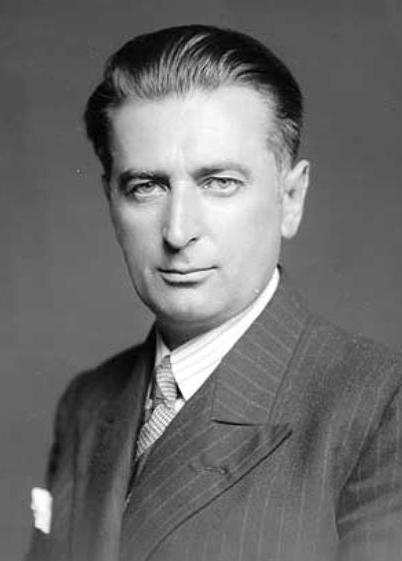
Erwin Zajiček (cs)
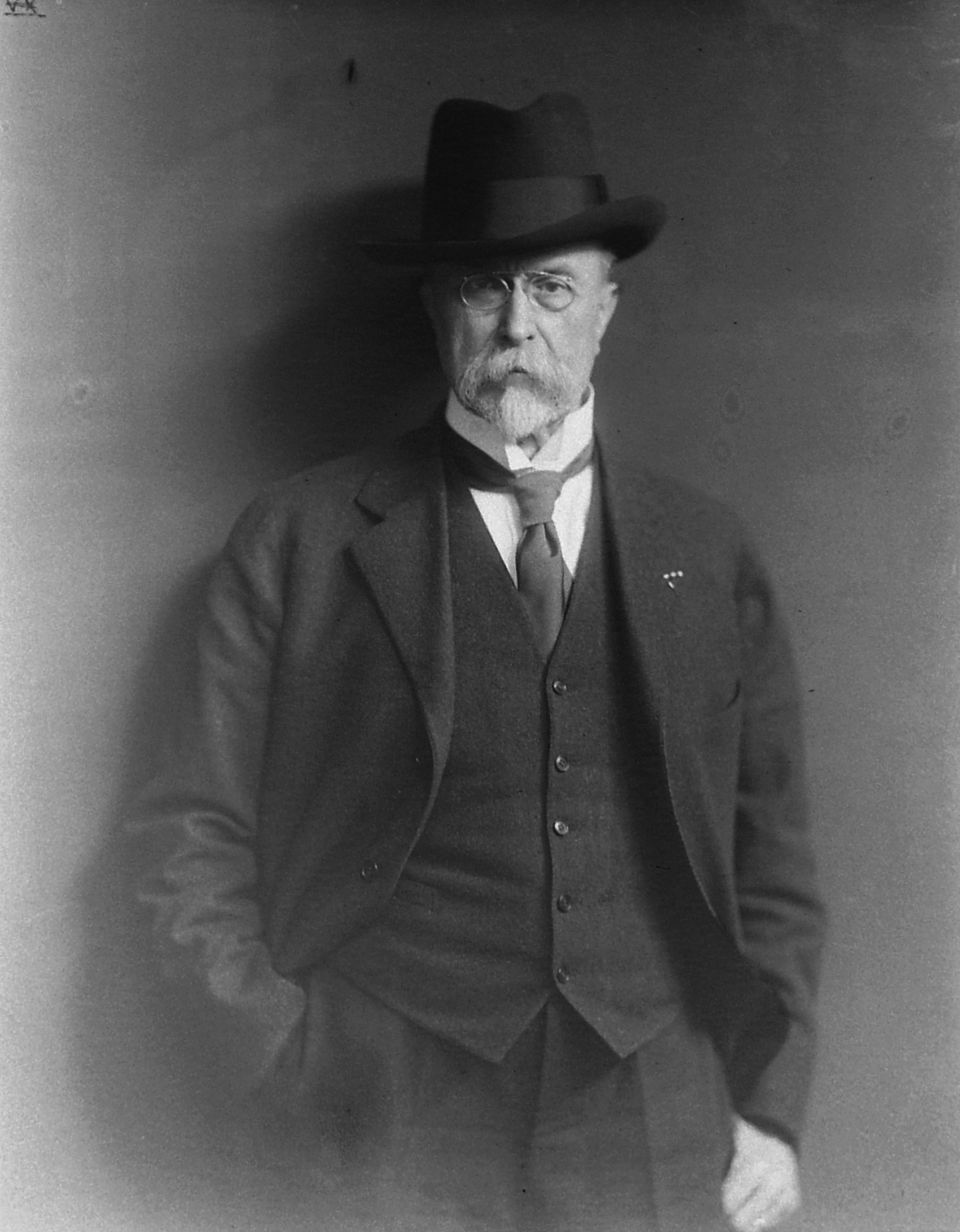
Tomáš Masaryk

## Source
- (cs) Cet article est partiellement ou en totalité issu de l’article de Wikipédia en tchèque intitulé « Jan Nepomuk Langhans » (voir la liste des auteurs).